# Daniel Krieger
Daniel Krieger (São Luiz Gonzaga, 10 de abril de 1909 — Porto Alegre, 28 de julho de 1990) foi um político brasileiro, foi eleito Deputado estadual em 1947, e eleito Senador da República  em 1954, e reeleito  em 1962 e 1970, pela UDN e posteriormente pela ARENA. Foi Presidente da Ordem dos Advogados do Brasil - Secção Rio Grande do Sul, e Presidente do Jockei Club do Rio Grande do Sul.
Filho de Reginaldo Krieger Filho e Isabel Billerbeck Krieger. Terminou seu estudo secundário no Ginásio Anchieta em Porto Alegre e depois formou-se na Faculdade de Direito de Porto Alegre.
Foi promotor público em Santo Antônio da Patrulha, consultor jurídico do Instituto de Previdência do Estado do Rio Grande do Sul e promotor em Porto Alegre.
Foi eleito deputado estadual, pelo União Democrática Nacional, para a 37ª Legislatura da Assembleia Legislativa do Rio Grande do Sul, de 1947 a 1951. Depois foi eleito senador consecutivamente em três legislaturas, de 1955 a 1978.
Foi um dos principais nomes da União Democrática Nacional, depois do Golpe Militar de 1964, migrou para a Aliança Renovadora Nacional, da qual foi o primeiro presidente.
Liderou o grupo de senadores da ARENA, o partido da situação, que discordaram enfaticamente do Ato Institucional Número Cinco adotado pelo presidente Costa e Silva, tendo organizado um manifesto de discordância assinado por diversos senadores. Com o anúncio da medida retirou-se da presidência do partido, que passou para Filinto Müller.
Faleceu em Porto Alegre,  deixando a viúva Thylma Barros Krieger, os filhos Lygia Maria,  Vera Maria,  João Carlos e Luiz Carlos, netos e bisnetos.